# بیریو
بیریو پسر اول سوسونو و برادر بزرگتر اونجو بود.

## پیشینه بنیانگذاری بکجه
سامگوک ساگی، نوشته باستانی تاریخ کره، دو افسانه مختلف از تاسیس باکجه را معرفی می‌کند، یکی از این افسانه‌ها بنیانگذاری باکجه را به اونجو و افسانه دیگری بنیانگذاری را به بیریو نسبت داده‌ است. سامگوک ساگی تنها فرزندان اونجو و نه فرزندان بیریو را به عنوان خاندان سلطنتی باکجه نقل می‌کند.
بر اساس متون اصلی نقل شده در سامگوک ساگی، اونجو در هانام و بیریو در میچوهول، که تصور می شود اینچئون، کره جنوبی امروزی باشد، ساکن شد. او از تصمیمش مبنی بر استقرار در این منطقه احساس شرم می‌کرد، زمانی که ثابت شد سرزمین میچوهول غیرقابل سکونت است، بیریو و مردمانش به پیش اونجو رفته و خواستار پادشاه شدن بیریو برای حکومت در آنجا شدند. پس از رد درخواست توسط اونجو، بیریو اعلام جنگ نمود و به هانام حمله کرد. اما در فتح آن شکست خورد و پس از آن اقدام به خودکشی کرد. پس از مرگ بیریو، تمامی مردم او برای تبعیت از اونجو به دژ ویریه رفتند و پادشاهی اونجو که سیپجه نام داشت؛ به باکجه یعنی «صدها خانواده که از دریا گذشتند» تغییر نام یافت.